# 杭州文化

## 方言
杭州话在汉语中跨两大方言区：一是吴语方言区（城区、临萧、苕溪、余杭、萧山、临安、富阳、桐庐），二是徽语方言区（建德、淳安）。这两个方言区差别很大，特点明显不同。

### 城区
从学术界观点来看，杭州话（城区）处在一个语言孤岛上，使用范围也不大，大致东至下沙、南至钱塘江边、西至西湖风景名胜区西界，北至拱宸桥。形成原因包括历史、地理等多方面因素。
消失的词汇：恰好=木契 茄子=落苏 虚伪=楼头 邂逅=豆凑

## 人文历史
中国古代，杭州是文人墨客经常游览的地方。尤其是西湖，留下很多著名诗句。也有很多优美的传说。
白居易：未能抛得杭州去，一半勾留是此湖。
西湖留别

【唐】白居易

征途行色惨风烟，祖帐离声咽管弦。
 
翠黛不须留五马，皇恩只许住三年。
 
绿藤阴下铺歌席，红藕花中泊妓船。
 
处处回头尽堪恋，就中难别是湖边。

杭州回舫

【唐】白居易

自别钱塘山水后，不多饮酒懒吟诗。

欲将此意凭回棹，报与西湖风月知。

寄题余杭郡楼兼呈裴使君
 
【唐】白居易

官历二十政，宦游三十秋。
 
江山与风月，最忆是杭州。
 
北郭沙堤尾，西湖石岸头。

绿觞春送客，红烛夜回舟。

不敢言遗爱，空知念旧游。

凭君吟此句，题向望涛楼。

和西川李尚书汉州微月游房太尉西湖
 
【唐】刘禹锡

木落汉川夜，西湖悬玉钩。旌旗环水次，舟楫泛中流。

目极想前事，神交如共游。瑶琴久已绝，松韵自悲秋。

颍州从事西湖亭宴饯

【唐】许浑
 
西湖清宴不知回，一曲离歌酒一杯。
 
城带夕阳闻鼓角，寺临秋水见楼台。
 
兰堂客散蝉犹噪，桂楫人稀鸟自来。

独想征车过巩洛，此中霜菊绕潭开。

题磻溪垂钓图 

【唐】罗隐

吕望当年展庙谟，直钩钓国更谁如。

若教生在西湖上，也是须供使宅鱼。

重别西湖

【唐】李绅

浦边梅叶看凋落，波上双禽去寂寥。
 
吹管曲传花易失，织文机学羽难飘。
 
雪欺春早摧芳萼，隼励秋深拂翠翘。
 
繁艳彩毛无处所，尽成愁叹别溪桥。

题临安邸
 
【宋】林升
 
山外青山楼外楼，西湖歌舞几时休。
 
暖风熏得游人醉，直把杭州当汴州。

晓出净慈寺
 
【宋】杨万里
 
毕竟西湖六月中，风光不与四时同。
 
接天莲叶无穷碧，映日荷花别样红。

饮湖上，初晴后雨
 
【宋】苏轼
 
水光潋滟晴方好，山色空蒙雨亦奇。
 
欲把西湖比西子，淡妆浓抹总相宜。

岳鄂王墓
 
【元】赵子昂
 
鄂王墓上草离离，秋日荒凉石兽危。
 
南渡君臣轻社稷，中原父老望旌旗。
 
英雄已死嗟何及，天下中分遂不支。
 
莫向西湖歌此曲，水光山色不胜悲。

忆西湖
 
【明】张煌言
 
梦里相逢西子湖，谁知梦醒却模糊。
 
高坟武穆连忠肃，添得新祠一座无。

西湖杂诗
 
【清】黄任
 
珍重游人入画图，楼台绣错与茵铺。
 
宋家万里中原土，博得钱塘十顷湖。

闻意索三门湾以兵轮三艘迫浙江有
 
【清】康有为
 
凄凉白马市中箫，梦入西湖数六桥。
 
绝好江山谁看取？涛声怒断浙江潮。

南游吟草
 
【现当代】郁达夫
 
武夷三十六雄峰，九曲清溪境不同。
 
山水若从奇处看，西湖终是小家容。

## 历史古迹
岳坟在杭州西湖栖霞岭南麓，在文化大革命中，被红卫兵捣毁，因为岳飞是“地主阶级代表人物”。1980年代以后修复。
灵隐寺是济颠和尚-高僧，净寺出家的地方。那里的有很多中国古代精美的佛像雕塑。雷峰塔下压白娘子，很多人都知道的白蛇传的故事。

## 文化设施
- 浙江图书馆
- 浙江博物馆
- 西泠印社
- 杭州碑林
- 中国茶叶博物馆
- 中国丝绸博物馆
- 杭州南宋官窑博物馆
- 良渚文化博物馆
- 黄宾虹纪念馆
- 章太炎纪念馆
- 苏东坡纪念馆
- 胡慶餘堂
- 潘天寿纪念馆
- 西湖美术馆
- 中国国家版本馆杭州分馆

## 宗教
- 佛教——杭州历来是中国的佛教中心之一，西湖南山的净慈寺和北山的灵隐寺及其附近的上天竺法喜讲寺，中天竺法净禅寺，三天竺法镜讲寺，韬光寺（灵隐山半山巢枸坞）常常香客如云。
- 道教——抱朴道院，福星观，老玉皇宫，老东岳庙
- 基督教——杭州全市基督徒约18万人，其中萧山区占一半以上。老市区基督徒有3万人[1]，39处堂点：崇一堂，思澄堂，天水堂，鼓楼堂，城北堂，笕桥堂
- 伊斯兰教——杭州市有回族等信仰伊斯兰教的少数民族共4000人[2]，位于中山中路的凤凰寺是中国东南沿海四大清真古寺之一，列为全国重点文物保护单位。
- 天主教--2000多人，天主教堂11座[3]，位于市区中山北路的圣母无原罪大堂的历史可以追溯到明朝末年，是天主教杭州教区的主教座堂。